# Mischocarpus triqueter
Mischocarpus triqueter är en kinesträdsväxtart som beskrevs av Ludwig Radlkofer. Mischocarpus triqueter ingår i släktet Mischocarpus och familjen kinesträdsväxter. Inga underarter finns listade i Catalogue of Life.